# USS Benjamin Franklin (SSBN-640)
Pour les articles homonymes, voir Benjamin Franklin (homonymie).
Pour les autres navires du même nom, voir USS Franklin.
L'USS Benjamin Franklin SSBN-640 est le premier sous-marin nucléaire lanceur d'engins de la classe Benjamin Franklin de l'United States Navy et le seul sous-marin à être nommé en l'honneur du célèbre homme d'état américain Benjamin Franklin.
Il a été placé dans le service actif le 22 octobre 1965 et retiré du service le 23 novembre 1993.

## Construction
Le contrat de construction de l'USS Benjamin Franklin fut accordé à la division Electric Boat de General Dynamics à Groton, dans le Connecticut, le 1er novembre 1962. La quille fut posée le 25 mai 1963 avant son lancement le 5 décembre 1964 et sa mise en service le 22 octobre 1965 sous le commandement du capitaine Donald M. Miller pour l'équipage bleu et du commander Ross N. Williams pour l'équipage or (équivalent équipage rouge dans la Marine nationale française).

## Carrière
Le 6 décembre 1965, l'équipage or a lancé avec succès un missile balistique Polaris A-3 en coordination avec la mission Gemini 7 conduite par Frank Borman et Jim Lovell en orbite.
Le 11 avril 1972, alors qu'il était stationné au chantier naval de Groton, le Benjamin Franklin est entré en collision avec un remorqueur du chantier et l'a coulé. Le sous-marin n'a pas été endommagé.

## Recyclage
Le Benjamin Franklin fut retiré du service le 23 novembre 1993 et rayé des registres de la marine le même jour. Son recyclage via le programme de recyclage des sous-marins nucléaires se termina le 21 août 1995 à Bremerton, dans l'état de Washington.